# Jörg Röhmann

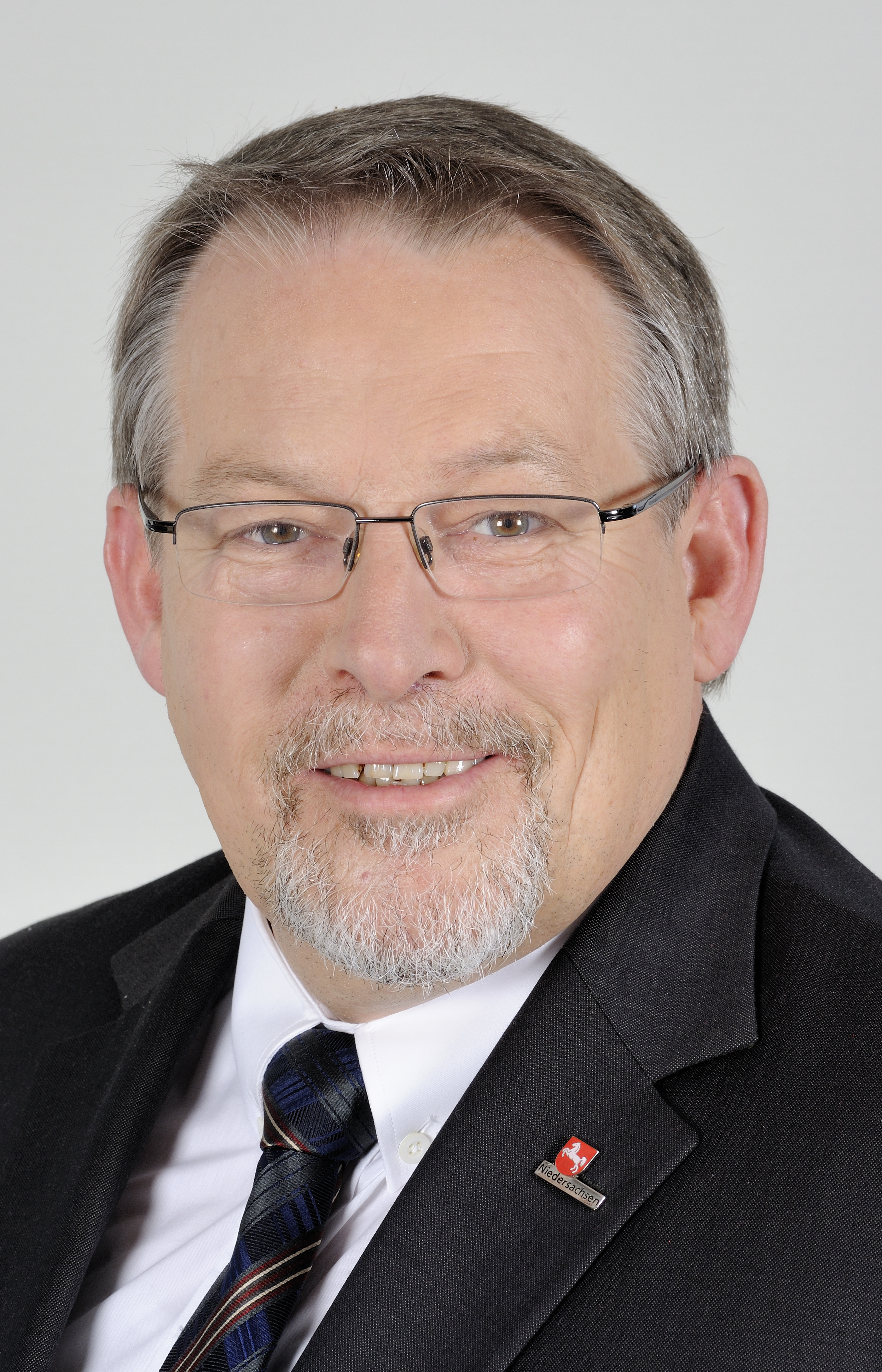
Jörg Rohmann (2013)

Jörg Röhmann (* 27. August 1956 in Kissenbrück) ist ein deutscher Politiker (SPD). Von Februar 2013 bis November 2017 war er Staatssekretär im Niedersächsischen Ministerium für Soziales, Gesundheit und Gleichstellung.

## Leben
Nach der Fachhochschulreife 1975 und seiner Bundeswehrzeit in Osnabrück absolvierte er eine Ausbildung zum Verwaltungsfachangestellten. Von 1979 bis 1987 war er beim Landkreis Wolfenbüttel angestellt. Von 1987 bis 2006 arbeitete er für die AOK Niedersachsen, dort unter anderem als Regionaldirektor der AOK Wolfenbüttel-Helmstedt und Unternehmensbereichsleiter im Bereich Prävention und Gesundheitsförderung in der AOK-Zentrale in Hannover.

## Politischer Werdegang
Am 24. September 2006 wurde er zum Landrat des Landkreises Wolfenbüttel gewählt, als Nachfolger von Burkhard Drake (SPD), der sich aus gesundheitlichen Gründen nicht mehr zur Wahl stellte. Röhmann bekam in einer Stichwahl 51,54 Prozent der gültigen Stimmen bei einer Wahlbeteiligung von 35,31 Prozent.
Am 19. Februar 2013 wurde er als Nachfolger von Heiner Pott (CDU) Staatssekretär im Kabinett Weil I unter Ministerin Cornelia Rundt im Niedersächsischen Ministerium für Soziales, Frauen, Familie, Gesundheit und Integration. Im Zuge der Kabinettsbildung des Kabinetts Weil II wurde Röhmann durch Heiger Scholz abgelöst.